# 圓魁蛤
圓魁蛤（学名：Cucullaea labiata），中国大陆称作粒帽蚶，台湾称作圓魁蛤，为圓魁蛤科圓魁蛤屬下的一个种。主要分布于中国大陆、台湾，常栖息在浅海沙底。